# Таранець Сергій Васильович
Сергій Васильович Таранець (нар. 13 лютого 1970, с. Куренівка Чечельницького р-ну Вінницької обл.) — український історик, археограф, етнограф, славіст, кандидат історичних наук з 2003 року, доктор історичних наук з 2015 року. Дослідник у галузі історії та культури старообрядства, традиційної російської культури в Україні та за кордоном; краєзнавець південно-східного регіону Поділля. Член Комісії з дослідження старообрядства при Міжнародному комітеті славістів (з 2014 р.), член Національної спілки краєзнавців України (з 2020 р.), почесний член Японського товариства дослідників старообрядства (з 2021 р.). Лауреат Премії НСК України імені академіка Петра Тронька (2021 р.).

## Біографія
Народився 13 лютого 1970 року в селі Куренівці Чечельницького району Вінницької області. В 1985 р. закінчив Куренівську восьмирічну школу, в 1989 р. — Балтське педагогічне училище за спеціальністю — учитель молодших класів, вихователь. Направлений на роботу в бригаду № 1 колгоспу ім. М. І. Калініна на посаду вихователя дитячого садка с. Вербка Чечельницького району Вінницької області. Упродовж 1989—1991 рр. служив в Збройних силах СРСР. В 1992 р. прийнятий на роботу вихователем групи подовженого дня Вербської середньої школи, с. Вербка Чечельницького району Вінницької області. В 1993 р. призначений учителем образотворчого мистецтва цієї ж школи. В 1994 р. призначений учителем історії та правознавства Куренівської загальноосвітньої школи І–ІІ ступенів, с. Куренівка Чечельницького району Вінницької області. З цього часу став активно займається вивченням історії рідного краю. В 1995 р. ініціював та встановив пам'ятні знаки на місцях старообрядських монастирів у с. Куренівка. В 1997 р. заснував та керував шкільним краєзнавчим музеєм в с. Вербка. В цьому ж році закінчив історичний факультет Одеського державного університету ім. І. І. Мечникова за спеціальністю — історик, викладач історії.

## Наукова діяльність
В 1998 р. започаткував проведення історико-археографічних та етнографічних експедицій у місця компактного проживання старообрядців в Україні та суміжних з нею державах.
Провів понад 100 польових експедицій. Видав 23 книги, близько 300 наукових, науково-популярних та публіцистичних праць.
В 2000 р. закінчив аспірантуру Інституту української археографії та джерелознавства ім. М. С. Грушевського НАН України та призначений на посаду завідувача наукового архіву цього Інституту. В 2002 р. призначений на посаду наукового співробітника відділу джерел з історії України ХІХ — початку ХХ ст. Інституту української археографії. В 2003 р. присуджено вчений ступінь кандидата історичних наук за дисертацію «Джерела з історії старообрядства Правобережної України кінця XVIII — початку ХХ ст.» за спеціальністю — історіографія, джерелознавство та спеціальні історичні дисципліни. В 2004 р. призначено стипендію для молодих вчених Президії НАН України. В 2005 р. призначений на посаду старшого наукового співробітника відділу джерелознавства нової історії України Інституту  української археографії. В 2010 р. присуджено вчене звання старшого наукового співробітника.
В 2011 р. організував та провів виставку у Вінницькому обласному краєзнавчому музеї: «З історії старообрядських громад Вінниччини». В 2014 р. обраний членом Комісії з дослідження старообрядства при Міжнародному комітеті славістів. В 2015 р. присуджено вчений ступінь доктора історичних наук за дисертацію «Старообрядство в соціокультурному просторі Російської імперії наприкінці XVII — на початку ХХ ст.» за спеціальністю — всесвітня історія. В 2016 р. відряджений до Японії. Лекції в Японському товаристві дослідників старообрядства: «Старообрядство в соціокультурному просторі Російської імперії наприкінці XVII — на початку ХХ ст.», у Центрі слов'янсько-євразійських досліджень Університету Хоккайдо: «Старообрядство в Україні наприкінці XVII — на початку ХХ ст.» (м. Саппоро, Японія), в Інституті філології Університету Осака: «Російські старообрядці в Україні в ХХ — на початку ХХІ ст.» (м. Осака, Японія). В 2018 р. в м. Белград (Сербія) на XVI Міжнародному конгресі славістів виголосив доповідь «Історико-археографічні й етнографічні експедиції Музею історії та культури старообрядства України в 1998—2017 роках: завдання, методика, результати». Нагороджений дипломом переможця Конкурсу на краще книжкове видання НАН України в номінації «Науково-популярні видання» за альбом «Подолье. Традиционная культура и повседневная жизнь русских старообрядцев в ХХ — начале ХХІ вв.».

## Громадська діяльність
Досліджує російську національну культуру, історію та побут старообрядців, їхній сучасний стан в Україні та Росії. Ініціатор та учасник встановлення пам'ятних знаків на місцях старообрядських монастирів у с. Куренівка Чечельницького району Вінницької області (1995).
Започаткував проведення історико-археографічних та етнографічних експедицій у місця компактного проживання російських старообрядців в Україні (1998).
Голова оргкомітету Міжнародних науково-практичних конференцій: «Доля старообрядства в ХХ — на початку ХХІ ст.: історія та сучасність» (з 2006).
Головний редактор Збірника наукових праць та матеріалів «Старообрядська культура та сучасний світ» (з 2007).
Виступив з критикою органів внутрішніх справ у міжнародному громадсько-політичному тижневику «Дзеркало тижня» щодо збереження старовинних ікон та святинь в Україні (2008).
Звернення до народного депутата України В. С. Марущенка з приводу масових крадіжок старовинних ікон та книг зі старообрядських храмів у Вінницькій, Київській, Кіровоградській, Одеській та Чернівецькій областях (2009).
Організував школу-семінар підвищення кваліфікації співробітників бібліотек, музеїв і архівів України, що працювали з кириличними книжковими пам'ятками XVI–XVII ст. (2011).
Виставка у Вінницькому обласному краєзнавчому музеї: «З історії старообрядських громад Вінниччини» (2011).
Член Комісії з дослідження старообрядства при Міжнародному комітеті славістів (з 2014).
У Вінницькому обласному краєзнавчому музеї організував виставку «Традиційна культура і повсякденне життя російських старообрядців Поділля другої половини XVII–ХХ ст.» (2017).
У Болгарському культурному центрі м. Одеси провів виставку «Старообрядці України: історія, традиції та сучасність», присвячену 400-річчю з дня народження класика давньоруської літератури протопопа Авакума Петрова (2020).
Краєзнавець південно-східного регіону Поділля. Засновник та керівник шкільного краєзнавчого музею в с. Вербка Чечельницького району Вінницької області (1997).
Як дослідник минувшини краю працював з мешканцями Чечельницького та Піщанського районів Вінницької області з приводу збереження функціонування вузькоколійки Гайворон — Рудниця Одеської залізниці (2004). Підготував звернення до міністра транспорту України Г. М. Кірпи та лист до президента України В. А. Ющенка з приводу збереження її функціонування і подальшого розвитку (2004).
Ініціював звернення до народного депутата України Г. Ф. Гармаш щодо безпідставних та масштабних вирубок лісів та лісонасаджень у Чечельницькому районі Вінницької області (2006).
Член Національної спілки краєзнавців України (з 2020).
Обраний головою ради гуртожитку № 2 НАН України (з 2006). Призначений членом комісії Київського регіонального комітету профспілки працівників НАН України з питань перевірки санітарно-технічного стану гуртожитків НАН України (2017).

## Основні наукові праці
- Куренёвское тримонастырье: история русского старообрядческого центра в Украине (1675—1935 гг.). — Киев, 1999. — 159 с.
- Старообрядчество Подолии. — Киев, 2000. — 239 с.
- Нариси з історії Чечельника (від найдавніших часів до нашого часу). — Вінниця, 2001. — 212 с. (у співавторстві з С. Т. Вовком, А. В. Косаківським)
- Старообрядчество города Киева и Киевской губернии. — Киев, 2004. — 352 с.
- Источники по истории Куренёвских старообрядческих монастырей ХІХ — первой половины ХХ вв. / Сборник документов; Сост. С. В. Таранец. — Киев, 2006. — Т. 1. — 360 с.
- Джерела з історії старообрядства Правобережної України кінця XVIII — початку ХХ ст. — Київ, 2007. — 456 с.
- Доля старообрядства в ХХ — на початку ХХІ ст.: історія та сучасність / Збірник наукових праць та матеріалів; Від. ред. та упоряд. С. В. Таранець. — Київ; Куренівка; Чечельник, 2007. — 236 с.
- Судьба старообрядчества в ХХ — начале ХХІ вв.: история и современность / Сборник научных трудов и материалов; Отв. ред. и сост. С. В. Таранец.  – Киев, 2008. — Вип. 2. — 336 с.
- Доля старообрядства в ХХ — на початку ХХІ ст.: історія та сучасність / Збірник наукових праць та матеріалів; Від. ред. та упоряд. С. В. Таранець. — Київ, 2009. — Вип. 3. — 316 с.
- Судьба старообрядчества в ХХ — начале ХХІ вв.: история и современность / Сборник научных трудов и материалов; Отв. ред. и сост. С. В. Таранец. — Київ; Вінниця, 2010. — Вип. 4. — 364 с.
- Доля старообрядства в ХХ — на початку ХХІ ст.: історія та сучасність; Збірник наукових праць та матеріалів / Від. ред. та упоряд. С. В. Таранець. — Київ; Вінниця, 2011. — Вип. 5. — 560 с.
- Старообрядчество в Российской империи (конец XVII — начало ХХ века) / Под ред. члена-корреспондента НАН Украины Г. В. Боряка. — Киев, 2012. — Т. 1. — 704 с.
- Старообрядчество в Российской империи (конец XVII — начало ХХ века) / Под ред. члена-корреспондента НАН Украины Г. В. Боряка. — Киев, 2013. — Т. 2. — 688 с.
- Судьба старообрядчества в ХХ — начале ХХІ вв.: история и современность / Сборник научных трудов и материалов; Отв. ред. и сост. С. В. Таранец. — Киев, 2013. — Вип. 6. — 240 с. + LXXXIV ил.
- Источники по истории Куренёвских старообрядческих монастырей ХІХ — первой половины ХХ века / Сборник документов; Сост. С. В. Таранец. — Киев; Куренёвка, 2014. — Т. 2. — 388 с. + ХХХІІ ил.
- Історія села Куренівка (кінець XVII — початок ХХІ ст.). — Київ, 2014. — 448 с., XLVIII іл.
- Подолье. Традиционная культура и повседневная жизнь русских старообрядцев в ХХ — начале ХХІ веков: Альбом / Отв. ред. член-корреспондент НАН Украины Г. В. Боряк. — Киев, 2016. — 232 с.
- Старообрядська культура та сучасний світ / Збірник наукових праць та матеріалів; Від. ред. та упор. С. В. Таранець. — Київ, 2016. — Вип. 7. — 464 с., іл.
- Старообрядческая культура и современный мир / Сборник научных трудов и материалов; Отв. ред. и сост. С. В. Таранец. — Киев, 2018. — Вып. 8. — 488 с., ил.
- Старообрядоведение. Энциклопедический и биобиблиографический словарь. Исследователи истории и культуры старообрядчества второй половины ХХ — начала ХХІ вв. К XVI Международному съезду славистов в г. Белграде: В 3-х т. / Науч. ред. и сост. С. В. Таранец; ред. О. Г. Ровнова. — Киев, 2018. — Т. 1. — 604 с.
- Місто Переяслав та Переяславський повіт у другій половині ХІХ — на початку ХХ століття (нариси з історії та культури). — Київ, 2019. — 232 с., іл.
- セルゲイ・タラネツ「司祭派の展開」（阪本秀昭訳）、阪本秀昭・中澤敦夫編著『ロシア正教古儀式派の歴史と文化』明石書店、東京、2019年。97－124ページ。共著者（中村喜和、阪本秀昭、三浦清美、中澤敦夫、エレーナ・ユヒメンコ、豊川浩一、下斗米伸夫、高橋沙奈美、伊賀上菜穂、塚田力、福島千穂、ヨコタ村上孝之、望月哲男、宮崎衣澄
- Источники по истории Куренёвских старообрядческих монастырей конца XVIII — ХХ вв. / Сборник документов; Сост. С. В. Таранец. — Киев; Куренёвка, 2019. — Т. 3. — 380 с. + ХХХІІ ил.
- Історія села Куренівка у світлинах ХХ століття. — Київ: Видавництво Ліра-К, 2020. — 228 с.
- Старообрядчество Украины: вопросы истории и его современного состояния // Старообрядчество: история и культура; Сборник научных трудов. — Випуск 2. — Видання 2-е. — Барнаул, 2003;
- Благодійність купців-старообрядців у сфері освіти (друга половина ХІХ — початок ХХ ст. // Український історичний журнал. — 2010. — № 2 (491). — С. 86–95.
- Старообрядство і російський революційний рух (кінець ХІХ– початок ХХ ст.) // Проблеми історії України ХІХ — початку ХХ ст. — Київ, 2010. — Вип. XVII. — С. 134—149.
- Старообрядці й «культура» хабарництва в Росії // Український історичний журнал. — 2011. — № 2 (497). — С. 50–64.
- Старообрядці-біглопопівці: становлення та еволюція // Проблеми історії України ХІХ — початку ХХ ст. — Київ, 2011. — Вип. ХІХ. — С. 380—393.
- Археографічна діяльність провідного наукового співробітника Бібліотеки Російської академії наук Миколи Юрійовича Бубнова // Спеціальні історичні дисципліни: питання теорії та методики. — Київ, 2011. — Число 19. — С. 6–24.
- Правове становище старообрядців у Росії наприкінці XVII — на початку ХХ століття // Український історичний журнал. — 2012. — № 3 (504). — С. 78–88.
- Добробут та рівень життя старообрядців у Росії в ХІХ — на початку ХХ століття // Київська старовина. Науковий історико-філологічний журнал. — Київ, 2012. — № 3 (405) — С. 130—136.
- Стародубщина як один з провідних духовних центрів старообрядців у другій половині XVIII — на початку ХХ століття // Краєзнавство. Науковий журнал. — Київ, 2013. — № 2 (83). — С. 133—138.
- Социальная благотворительность старообрядцев в России в ХІХ — начале ХХ в. // Русские старообрядцы. Язык, культура, история / Сборник к XV Международному съезду славистов; Отв. ред. Л. Л. Касаткин. — Москва, 2013. — С. 463—477.
- Музейное дело и образы старообрядцев в русской живописи // Cultura ruşilor lipoveni in context naţional şi internaţional / Culegere de comunicări şi referate prezentate la Simpozionul ştiinţific internaţional al CRLR (Tulcea, 12–16 iunie 2013). — Bucureşti, 2013. — Volumul 6. — S. 443—454.
- Жизнь прожить — не поле перейти… (К 90-летию со дня рождения выдающегося российского ученого-слависта Л. Л. Касаткина) // Старообрядческая культура и современный мир / Сборник научных трудов и материалов; Отв. ред. и сост. С. В. Таранец. — Киев, 2016. — Вып. 7. — С. 15–30.
- タラネツ著・阪本秀昭訳「ウラル、シベリア、極東における古儀式派教徒の移住」 『セーヴェル（ハルビン・ウラジオストクを語る会）、大阪、№ 33、2017年3月, 109—117ページ
- Історико-археографічні й етнографічні експедиції Музею історії та культури старообрядства України в 1998—2017 рр.: завдання, методика, результати // Український історичний журнал. — 2018. — № 4 (541). — С. 231—236.
- «Старообрядський Єрусалим». З історії поселення липованів у с. Біла Криниця на Буковині // Краєзнавство. Науковий журнал. — 2019. — № 1(106). — С. 59–70.
- Полевая археография в Московском университете им. М. В. Ломоносова в области изучения старообрядчества в 60–90-е годы ХХ в. // Славяноведение. — 2020. — № 1. — С. 89–100.
- セルゲイ・タラネツ、塚田力著「チェルノブイリ派古儀式派教徒:原発事故以前とその後」『セーヴェル』ハルビン・ウラジオストクを語る会編、大阪、2020年、№ 36、66～85ページ、(塚田力訳)

Автор статей до Енциклопедії історії України та Енциклопедії сучасної України.